# سنجاب پرنده دندان‌پیچیده
سنجاب پرنده دندان‌پیچیده (نام علمی: Trogopterus xanthipes) نام یک گونه از تبار سنجاب پرنده است.